# Christmas at Maxwell's
Christmas at Maxwell's  este un film de Crăciun american independent din 2006 regizat, scris și produs de William C. Laufer. Rolurile principale au fost interpretate de actorii Andrew May, Jack Hourigan și Helen Welch.

## Prezentare
Familia Austin are un Crăciun sumbru atunci când Suzie, extrem de bolnavă, își adună familia și petrec împreună ultimul lor Crăciun înainte ca ea să moară.

## Distribuție
- Andrew May ca Andrew Austin
- Jack Hourigan ca Suzie Austin
- Helen Welch ca Rachel Henderson
- Rick Montgomery Jr. ca Dr. Callahan
- Tracie Field ca Tootsie
- Robert Hawkes - Col. Pickerling
- Angus May ca Unchiul Gus
- Charlie May ca Chris Austin
- Julia May ca Mary Austin
- William C. Laufer ca Fr. Johnston